# 戈爾德利夫 (加利福尼亞州)
戈爾德利夫（英語：Goldleaf）是位於美國加利福尼亞州弗雷斯諾縣的一個非建制地區。該地的面積和人口皆未知。

## 地理
戈爾德利夫的座標為36°43′20″N 119°43′05″W / 36.72222°N 119.71806°W，而該地的平均海拔高度為95米（即312英尺）。